# Marie Beltrami
 (mai 2025).
Marie Beltrami est une créatrice, styliste et artiste plasticienne française née à Nantes. Installée à Paris depuis 1975, elle détourne des objets et des matériaux du quotidien pour créer des accessoires de mode et des œuvres d’art contemporain. Son univers mêle humour, culture populaire, iconographie catholique et esthétique punk.
Muse puis collaboratrice du créateur Jean-Paul Goude pendant près de vingt ans, elle a travaillé avec de nombreux photographes, cinéastes, designers et maisons de luxe. Ses créations ont été diffusées dans des lieux emblématiques comme colette, Le 107 Rivoli – Musée des Arts décoratifs, Le Bon Marché ou encore dans des campagnes pour Victoria’s Secret, Galeries Lafayette, Dim, Chanel et d'autres. Depuis 2009, elle se consacre à ses projets personnels dans les domaines de la mode, de la sculpture et de l’installation.

## Biographie

### Jeunesse et débuts (jusqu’en 1975)
D’abord infirmière, puis couturière autodidacte, Marie Beltrami quitte sa ville natale de Nantes en 1975 pour s’installer à Paris, accompagnée de sa machine à coudre Singer. Elle est repérée par Niki de Saint Phalle, Jean Tinguely et la Princesse Marina de Grèce, pour lesquels elle réalise des costumes[source secondaire nécessaire].

### Mode expérimentale (1978–1986)
Dans les années 1980, elle se fait connaître pour ses créations à partir d’objets détournés : homards fluo, épingles nourrices, crayons de couleurs, mousse d’emballage ou encore pièces de plomberie[source secondaire souhaitée].

## Collaboration avec Jean-Paul Goude (1987–2008)
Pendant près de deux décennies, elle occupe le rôle de responsable du style et de costumière pour des publicités, clips et événements orchestrés par Jean-Paul Goude[source secondaire souhaitée].

## Expositions personnelles (sélection)
2008 : Jamais très loin des étoiles, Galerie Antonine Catzéflis, Paris.
2010 : Miroir, gentil miroir, Hôtel Meurice ; Les Cintrés de la mode, Musée des Arts Décoratifs ; Dessins Érotiques, Hôtel Meurice.
2012 : Les Cintrés de la mode, Musée de Charlieu.
2013 : Des Souris et des Slypes, Galerie du Purgatoire 54 ; Une vie de timbrée, Louis Vuitton, Saint-Germain-des-Prés.
2014 : Liza Cheng, Shanghai – Sculpture monumentale.
2015 : Tu l’aimes mon lit ?, Galerie Pierre-Alain Challier – Mobilier érotique.
2016 : Les Chapeaux, Cofrad Mannequins.
2019 : Si Paris m’était conté & Une vie de timbrée, Artcurial.
2025 : Mot-Dits, Maxim’s, Paris – Poèmes exposés.
À venir : Le Grand Théâtre de la Rue, Paris ; Réédition de Une vie de timbrée.

## Distinctions
1989 : Chevalier de l’Ordre des Arts et des Lettres.

## Publications
SonCoeurEnRoseTiepoloSwing (2014) – Conte illustré.
Hyunjin – Autopsie d’une fascination (à paraître, 2026).